# دستبرد

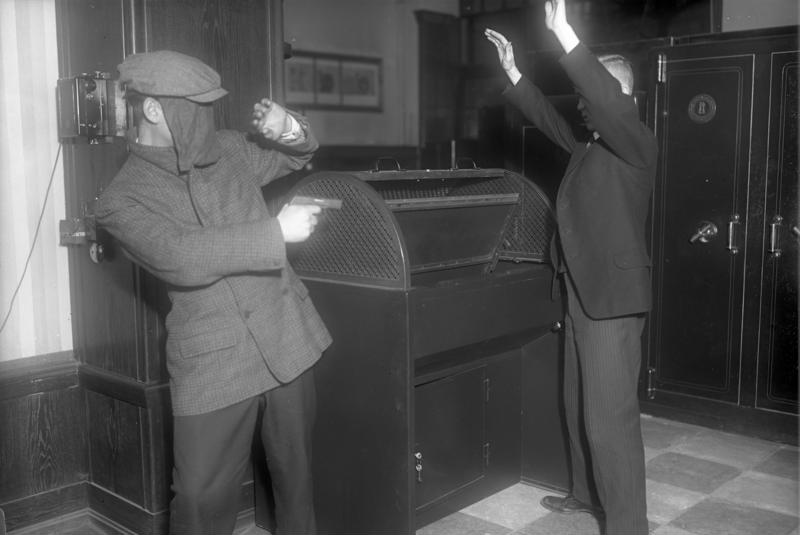
یک دزد نقابدار با ماسک در حال دستبرد

دستبرد اشاره به جرمی دارد که طی آن فردی تلاش می‌کند یک چیز ارزشمند فرد دیگری را بزور با تهدید و در معرض ترس قرار دادن قربانی از وی بگیرید. در کامن لا و این جرم به شکل «هرگونه محروم سازی دایمی فردی از دارایی‌های خویش و بوسیله زور یا تهدید» تعریف شده‌است.